# Greatest Remix Hits 4
Greatest Remix Hits 4 er et remixalbum af den australske sangerinde Kylie Minogue. Det blev udgivet af Mushroom Records den 21. august 1998 kun i Australien. Albummet indeholer utilgængelige remixer af sange fra Minogues studiealbums fra 1987 til 1992.

## Sporliste
CD 1
1. "What Do I Have to Do (Movers and Shakers 12" Mix) – 8:49
2. "The Loco-Motion" (Girl Meets Boy Mix) – 3:15
3. "Made in Heaven" (Heaven Scent 12" Mix) – 5:46
4. "Wouldn't Change a Thing" (Espagna Mix) – 5:51
5. "Better the Devil You Know" (Alternative 7" Mix) – 3:20
6. "Things Can Only Get Better" (Original 12" Mix) – 7:12
7. "The Loco-Motion" (Kohaku Mix) – 5:59
8. "Let's Get to It" (Tony King 12" Mix) – 6:00
9. "What Kind of Fool (Heard All That Before)" (Pete Waterman's 12" Master Mix) – 6:50

CD 2
1. "I Should Be So Lucky" (Extended Mix) – 6:08
2. "The Loco-Motion" (7" version) – 3:07
3. "Hand on Your Heart" (Smokin' Remix) – 5:34
4. "I Am the One for You" – 3:12
5. "Step Back in Time" (Tony King Remix) – 7:30
6. "Too Much of a Good Thing" (Original 12" Mix) – 5:51
7. "If You Were with Me Now" – 3:12
8. "Finer Feelings" (Brothers in Rhythm Ambient Reprise) – 3:58
9. "Celebration" (AKA Good Times Mix) – 8:06